# Agel Enterprises
Agel Enterprises é uma empresa de marketing multinível fundada em 2005 em Utah, Estados Unidos. Seus produtos estão presentes em 55 países, entre eles vários complementos alimentares em forma de gel que são aceitos entre comunidades de judeus e muçulmanos.
Há alguns questionamentos sobre a eficácia destes produtos, entre eles o FIT cujo princípio ativo tem mostrado uma eficácia controversa em humanos.